# Сельское поселение «Село Петрищево»
Сельское поселение «Село Петрищево» — муниципальное образование в составе Тарусского района Калужской области России.
Центр — село Петрищево.

## Состав
В поселение входят 9 населённых мест:
- село Петрищево
- деревня Антоновка
- деревня Головино
- деревня Елизаветино
- деревня Муковня
- деревня Никольское
- деревня Петрищевский
- деревня Сивцево
- деревня Уваловка

## Население
| 2010 | 2012 | 2013 | 2014 | 2015 | 2016 | 2017 |
| ---- | ---- | ---- | ---- | ---- | ---- | ---- |
| 389  | ↗407 | ↘402 | ↘395 | ↘383 | ↗391 | ↗393 |
| 2018 | 2019 | 2020 | 2021 |      |      |      |
| ↘388 | ↗430 | ↗449 | ↘336 |      |      |      |

Население сельского поселения составляет 389 человек .